# Église de Kiikka
L'église de Kiikka (en finnois : Kiikan kirkko) est une église située dans le quartier de Kiikka à Sastamala en Finlande.

## Architecture
L'église en bois est conçue par le Bureau de l'intendant de Stockholm et construite par Mats Åkergren en 1807. 
L’aspect extérieur est complètement transformé par la rénovation de 1884.
Une tour de style néogothique est élevée à l'extrémité ouest.
Le clocher est démoli et dans ses combles ont construit une morgue pour le cimetière.
Depuis les tours ont été démolies, puis reconstruites.
Pour les jeux olympiques d’Helsinki de 1952 l'intérieur est entièrement rénové par Bertel Strömmer et la tour principale prend sa forme actuelle.
Le retable peint en 1884 par Alexandra Frosterus-Såltin représente la transfiguration du Christ.
En 1819 Carl Fredrik Blom peint sur la balustrade 36 personnages de la Bible dont 18 sont féminins.